# Вишњеволочки рејон
Вишњеволочки рејон (рус. Вышневолоцкий район) административно-територијална је јединица другог нивоа и општински рејон на северу Тверске области, у европском делу Руске Федерације.
Иако је град Вишњи Волочок административни центар рејона не улази у његов састав већ је самосталан градски округ под директном ингеренцијом области. Према проценама националне статистичке службе Русије за 2014. на територији рејона је живело 24.940 становника или у просеку око 7,36 ст/км². У исто време град Вишњи Волочок је имао нешто преко 49.000 становника.

## Географија
Вишњеволочки рејон се налази на северу Тверске области и са територијом површине 3.389 км² међу територијално је највећим рејонима у области. Граничи се са 7 других рејона Тверске области, и то са Бологовским и Удомљанским на северу, Максатишким и Спировским на истоку, на југу су Торжочки и Кувшиновски, док је на западу Фировски рејон.
Вишњеволочки рејон је смештен у јужним деловима Валдајског побрђа, а на крајњем западу рејона налази се и највиша тачка побрђа Макушка Валдаја који лежи на надморској висини од 346,9 метара.
Основна карактеристика рељефа рејона је веома густа речна и језерска мрежа. Реке у северном делу рејона припадају басену Мсте која свој ток почиње у централном делу овог рејона као отока језера Мстино (тај део рејона припада сливу Балтичког мора). Балтичком сливу припадају још и Цна и Шлина. Централни хидрографски објект у рејону је вештачко Вишњеволочко језеро површине 108 км². Кроз језеро протичу реке Цна и Шлина, а река Цна га повезује са језером Мстино и реком Мстом. Из југоисточног дела језера отиче река Тверца која припада басену реке Волге у коју се улива код града Твера као њена лева притока. Река Тверца је каналом повезана са реком Цном чиме су повезани басени Балтичког мора и Каспијског језера. Подручја на истоку рејона одводњавају се ка реци Волчини, левој притоки Мологе (такође притоке Волге).
Језера су најбројнија у северном делу рејона, а поред језера Мстино већих димензија су још и Пудоро и Имоложје, оба у басену Мсте.

## Историја
Вишњеволочки рејон успостављен је 12. јула 1929. године као део Тверског округа Московске области. У саставу Тверске, односно у то време Калињинске области је од њеног оснивања 1935. године. У садашњим границама је од 1972. године.

## Демографија и административна подела
Према подацима пописа становништва из 2010. на територији рејона су живела укупно 25.421 становник, док је према процени из 2014. ту живело 24.940 становника, или у просеку 7,36 ст/км².
| 1959.  | 1970.   | 1979.  | 1989.  | 2002.  | 2010.  | 2014.    |
| ------ | ------- | ------ | ------ | ------ | ------ | -------- |
| 46.936 | 60.737* | 35.951 | 34.579 | 28.918 | 25.421 | 24.940** |

Напомена: * у то време у његовом саставу је био и данашњи Фировски рејон; ** према процени националне статистичке службе.
На подручју рејона постоји укупно 346 насељених места подељених на 14 сеоских и једну градску општину. Једино урбано насеље на територији рејона је варошица Красномајски. Град Вишњи Волочок има статус засебног градског округа Тверске области иако се у њему налази седиште рејона.